# Nataliia Morkvych
Nataliia Morkvych (en ukrainien : Наталія Морквич), née le 15 juillet 1992 à Lviv, est une escrimeuse handisport ukrainienne. Elle participe aux compétitions individuelles en catégorie A (avec équilibre du tronc). Elle est médaillée d'argent aux Jeux paralympiques d'été de 2020.

## Carrière

### Jeunesse
Morkvych naît en juillet 1992 à Lviv. Sa jambe gauche est amputée alors qu'elle a quinze ans après un accident de la route en scooter. Deux ans plus tard, alors qu'elle est remise et qu'elle vient tout juste d'obtenir sa première prothèse. Au lycée, elle décide de participer à une séance de sport pour handicapés en pensant avoir le choix entre différent sports. Finalement, on ne lui propose que l'escrime en fauteuil roulant. Elle refuse dans un premier temps, effrayée par l'idée de monter dans un fauteuil, mais elle décide finalement de tenter sa chance. La première séance se déroule bien, elle continue donc, avec les encouragements du maitre d'armes Andrii Demchuk.
Elle est diplômée de l'université de Lviv en journalisme,.

### Carrière
Sa première compétition mondiale est une épreuve de coupe du monde non loin de son pays de résidence, à Minsk (Biélorussie), en 2009.
Après quelques années sans récompense particulière au fleuret, elle se tourne davantage à nouveau vers cette arme en 2019. Cette même année, elle remporte pour la première fois une médaille dans cette catégorie, le bronze en individuel à Cheongju. Pour autant, elle ne laisse pas totalement tomber le sabre puisqu'elle le pratique lors des Jeux mondiaux IWAS (en) de Charjah, au cours desquels elle remporte l'argent.
Avec un palmarès déjà important, elle décroche sa première médaille paralympique en 2020 à Tokyo. Elle fait également partie, avec Yevheniia Breus, Olena Fedota et Nataliia Mandryk, de l'équipe médaillée d'argent à l'épée en tant que première remplaçante mais ne prend pas part au match de la finale et n'obtient donc pas de médaille.

## Palmarès
- Jeux paralympiques
  -  Médaille d'argent au fleuret individuel aux Jeux paralympiques d'été de 2020 à Tokyo

- Championnats du monde
  -  Médaille d'or au sabre par équipes aux championnats du monde 2017 à Rome
  -  Médaille d'or au sabre individuel aux championnats du monde 2017 à Rome
  -  Médaille d'argent au sabre individuel aux championnats du monde 2013 à Budapest
  -  Médaille d'argent au sabre par équipes aux championnats du monde 2021 à Varsovie
  -  Médaille de bronze au fleuret individuel aux championnats du monde 2019 à Cheongju
  -  Médaille de bronze au sabre par équipes aux championnats du monde 2019 à Cheongju

- Jeux mondiaux
  -  Médaille d'argent au sabre individuel aux Jeux mondiaux de 2019 à Charjah

- Coupe du monde (sabre cat. A)
  - Numéro 1 au classement mondial sur la saison 2018-2019[2]
  -  Médaille d'or en individuel dans des épreuves de coupe du monde : Eger 2014 et 2018 ; Varsovie 2016 ; Tbilisi 2018
  -  Médaille d'argent en individuel dans des épreuves de coupe du monde : Varsovie 2014, 2015, 2017 et 2021 ; Hong Kong 2014 ; Montréal 2015 ; Paris 2015 ; Charjah 2015 ; Eger 2016 et 2020 ; Laval 2016 ; Sao Paulo 2019
  -  Médaille de bronze en individuel dans des épreuves de coupe du monde : Lonato 2013 ; Pise 2015 et 2018 ; Eger 2017 ; Pise 2017 ; Stadskanaal 2017 ; Varsovie 2018 et 2019 ; Kyoto 2018

- Coupe du monde (fleuret cat. A)
  - Numéro 1 au classement mondial sur la saison 2020-2021[2]
  -  Médaille d'or en individuel dans des épreuves de coupe du monde : Pise 2017 ; Varsovie 2021
  -  Médaille d'argent en individuel dans des épreuves de coupe du monde : Paris 2015 ; Pise 2018 ; Amsterdam 2019 ; Eger 2020
  -  Médaille de bronze en individuel dans des épreuves de coupe du monde : Varsovie 2015 ; Charjah 2015 ; Eger 2017 et 2018 ; Stadskanaal 2017 ; Tbilisi 2018 ; Sao Paulo 2019

- Championnats d'Europe
  -  Médaille d'or au sabre individuel aux championnats d'Europe 2014 à Strasbourg
  -  Médaille d'or au sabre individuel aux championnats d'Europe 2016 à Turin
  -  Médaille d'or au sabre par équipes aux championnats d'Europe 2016 à Turin
  -  Médaille d'or au sabre individuel aux championnats d'Europe 2018 à Terni
  -  Médaille d'or au sabre par équipes aux championnats d'Europe 2018 à Terni
  -  Médaille d'argent au fleuret par équipes aux championnats d'Europe 2014 à Strasbourg
  -  Médaille d'argent au fleuret individuel aux championnats d'Europe 2016 à Turin
  -  Médaille d'argent au fleuret individuel aux championnats d'Europe 2014 à Strasbourg

## Décorations
- Honoured Master of Sport (2020)
- Médaille pour le travail et la victoire (2021)[9]